# Calophyllum soulattri
Espèce
Synonymes
- Calophyllum spectabile Willd.[2]
- Calophyllum tetrapetalum Roxb.[1]

Statut de conservation UICN

 LC  : Préoccupation mineure
Calophyllum soulattri est une espèce de plantes à fleurs de la famille des Clusiaceae, selon la classification classique, des Calophyllaceae, selon la classification phylogénétique.

## Publication originale
- Flora Indica . . . nec non Prodromus Florae Capensis 121. 1768.